# Great Naval Battles III
Great Naval Battles Vol. III: Fury in the Pacific, 1941-1944 est un jeu vidéo de simulation de combat naval développé par  IO Design Group et publié par Strategic Simulations entre 1994. Il est le troisième volet de la série  Great Naval Battles, après Great Naval Battles: North Atlantic 1939-1943 et Great Naval Battles II, dont il reprend le système de jeu en le transposant dans l’océan Pacifique, pendant la Seconde Guerre mondiale, entre 1941 et 1944. Comme ses prédécesseurs, il permet au joueur d’organiser l’ensemble des opérations d’une flotte, à partir du vaisseau amiral, ou de prendre les commandes d’un navire individuel. Le jeu propose seize scénarios, qui retracent notamment la bataille de Midway et la bataille de la mer de Corail, qui peuvent être joué dans quatre niveaux de difficulté. Il dispose également d’un éditeur de scénario et d’un générateur automatique de batailles,.

## Accueil
| Great Naval Battles III |      |       |
| Média                   | Pays | Notes |
| Computer Gaming World   | US   | 3.5/5 |
| Gen4                    | FR   | 74 %  |
| Joystick                | FR   | 70 %  |